# David Dubský
David Dubský (* 18. července 1984) je bývalý český zápasník – judista.

## Sportovní kariéra
S judem začínal ve 12 letech na Folimance v pražském klubu USK Praha. V české mužské reprezentaci se pohyboval mezi lety 2005 až 2011 v pololehké váze do 66 kg. V období let 2007 až 2010 patřil k širší světové špičce. V roce 2008 se mu však nevydařila olympijské kvalifikace na olympijské hry v Pekingu. Od roku 2010 ho v přípravě provázelo vleklé zranění kolene, kvůli kterému se nezvládl připravit na olympijskou sezonu 2012.
Po skončení sportovní kariéry v roce 2012 se věnuje trenérské práci. Působil jako trenér ve vrcholovém sportovním centru ministerstva vnitra Olymp. Působil i jako trenér v Judo Academy. Dnes trénuje ve vlastním klubu, Judo Elite Praha. 
Jeho předností, kterou konkuroval světové špičce byla schopnost provádět nožní techniky na obě strany – sambistická (východoevropská) uči-mata z levého úchopu na zádech a klasické nožní techniky (aši-waza) z pravého úchopu ko-soto-gari, de-aši-harai, o-uči-gari, ko-uči-gari, případně strhy tani-otoši a sumi-gaeši, kterými dostával soupeře do submisivních pozic v boji na zemi.

### Úspěchy ve světovém poháru
- 2005 - 3. místo (Praha)
- 2007 - 3. místo (Birmingham)
- 2009 - 3. místo (Tallinn)

## Výsledky
| Turnaj             | 2003       | 2004       | 2005           | 2006           | 2007           | 2008           | 2009           | 2010           | 2011           |
| Turnaj             | 19         | 20         | 21             | 22             | 23             | 24             | 25             | 26             | 27             |
| Turnaj             | superlehká | superlehká | pololehká váha | pololehká váha | pololehká váha | pololehká váha | pololehká váha | pololehká váha | pololehká váha |
| ------------------ | ---------- | ---------- | -------------- | -------------- | -------------- | -------------- | -------------- | -------------- | -------------- |
| Olympijské hry     |            | —          |                |                |                | —              |                |                |                |
| Mistrovství světa  | —          |            | —              |                | úč.            |                | úč.            | —              | úč.            |
| Mistrovství Evropy | —          | —          | —              | —              | —              | úč.            | —              | —              | —              |
| Univerziáda        | —          |            |                |                | —              |                | 3.             |                | —              |
| ME do 23 let       | —          | úč.        | úč.            | úč.            |                |                |                |                |                |
| ME juniorů         | 2.         |            |                |                |                |                |                |                |                |